# CompuGroup Medical
CompuGroup Medical SE & Co. KGaA (también conocida como CGM) es una empresa de software, que cotiza en bolsa, con sede en Coblenza y que desarrolla y ofrece software para el sector sanitario. Produce software de aplicación digital y basado en la nube, para apoyar las actividades médicas y organizativas en consultas médicas, farmacias, laboratorios médicos y hospitales. Según sus propias cifras, la empresa empleaba a más de 9.200 personas en todo el mundo en 2022, y cuenta con más de 1,6 millones de usuarios en 56 países. Las acciones de CompuGroup Medical están incluidas en el índice bursátil TecDAX desde septiembre de 2013.
La empresa es un proveedor mundial de software sanitario y, en particular, ha mantenido el liderazgo del mercado en Alemania dentro del sector ambulatorio durante varios años con sus diversos sistemas de gestión de consultas (PVS).
En febrero de 2020, CompuGroup Medical anunció que había firmado un acuerdo de compra de parte de la cartera sanitaria de TI de la empresa de software sanitario Cerner en Alemania y España. Los principales productos de la cartera adquirida son medico y Soarian Integrated Care, sistemas de información hospitalaria líderes en Alemania, Selene, un sistema de información hospitalaria líder en España, y Soarian Health Archive, una solución de archivo para centros sanitarios.

## Colaboraciones
La empresa participa en un proyecto de colaboración con otras cinco entidades sanitarias, financiado por el Ministerio de Trabajo, Sanidad y Asuntos Sociales de Renania del Norte-Westfalia (Arzneimittelkonto NRW), cuyo objetivo es mejorar la seguridad de la farmacoterapia (AMTS).  Además, ha sido pionera en la Medicina Asistida por Software, un nuevo enfoque que aprovecha la tecnología de la información para agilizar la integración y transferencia de nuevos conocimientos médicos a la atención al paciente.
Por otra parte, CompuGroup Medical ha creado un curso de «Ingeniería de software en la atención sanitaria» en colaboración con la Universidad de Ciencias Aplicadas de Coblenza para estudiantes. También apoya un programa de estudios dual de reciente creación en colaboración con la Universidad de Ciencias Aplicadas de Niederrhein.